# Therese Comodini Cachia
Therese Comodini Cachia (Attard, 23 febbraio 1973) è una politica e avvocata maltese, europarlamentare del Partito Nazionalista dal 2014 al 2019.

## Formazione
Comodini Cachi ha frequentato l'Università di Malta, dove ha conseguito due lauree specialistiche. Ha conseguito il dottorato in giurisprudenza (LLD) nel 1997 e successivamente ha terminato il suo dottorato di ricerca in Diritto dei diritti umani nel 2012.

## Carriera professionale
Therese Comodini Cachia è un avvocato di professione che lavora nel campo dei diritti umani. Ha rappresentato le vittime di violazioni dei diritti umani dal 1997 a più livelli, attraverso procedimenti giudiziari presso le Corti superiori di Malta e presso la Corte europea dei diritti umani di Strasburgo . I suoi clienti hanno incluso privati, entità commerciali, agenzie governative, nonché organi costituiti legalmente.
Nella sua carriera legale ha ricoperto il ruolo di consulente legale per diverse organizzazioni non governative a Malta, tra cui la <i>Scout Association di Malta</i>, la Confederazione maltese delle organizzazioni femminili e la Mental Health Association di Malta.
Dal 2008 al 2010 ha lavorato per la Commissione nazionale per l'uguaglianza (NCPE) sulla natura del diritto europeo e delle direttive sull'uguaglianza, ha assistito a indagini sulla discriminazione e ha contribuito a numerosi altri progetti di ricerca.
Comodini Cachia è docente presso l'Università di Malta dove insegna diritto dei diritti umani. Coordina inoltre il Master in Diritti umani e democratizzazione all'università. In precedenza ha lavorato come docente in visita presso l'Università di Utrecht nei Paesi Bassi e la Viadrina European University di Francoforte, in Germania.

## Carriera politica

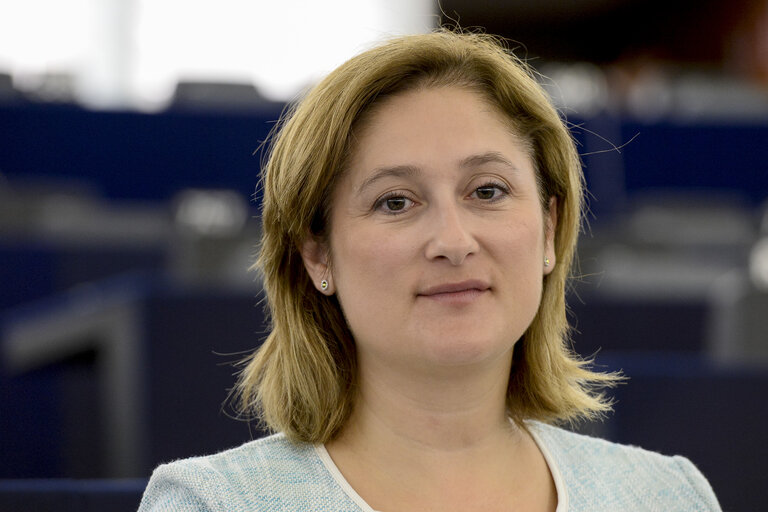
Therese Comodini Cachia

Comodini Cachia è membro del Partito Nazionalista (Malta) e ha partecipato attivamente al partito. È spesso vista come un punto di riferimento per il gruppo parlamentare contribuendo a una serie di posizioni, compresi gli emendamenti alla Costituzione di Malta. Ha contestato per la prima volta la carica politica alle elezioni generali del Parlamento di Malta nel marzo 2013.
Nel 2013 è stata nominata membro della Commissione PN per la revisione dello statuto e delle strutture dei partiti. È stata anche nominata copresidente del Forum dei candidati insieme a Richard Muscat.
Prima della sua elezione al Parlamento europeo, la Comodini Cachia ha contribuito a rappresentare il Partito nazionalista in un caso costituzionale contro la Commissione elettorale maltese in merito alla disparità nel processo di conteggio dei voti nelle elezioni generali del 2013
Nel maggio 2014 Comodini Cachia è stata eletta deputata al Parlamento europeo, ottenendo il terzo posto per il Partito Nazionalista sui sei eurodeputati maltesi. Come deputata al Parlamento europeo, è stata membro del gruppo del Partito popolare europeo..
Dalla sua elezione a deputato europeo, la Comodini Cachia ha assunto ruoli di leadership aggiuntivi nel suo paese d'origine. Nell'ottobre 2014, il leader dell'opposizione nazionalista Simon Busuttil la ha nominata com suo coordinatore dei Policy Fora a Malta,  e nel gennaio 2015 il partito l'ha nominata ministro ombra per l'istruzione e l'occupazione.
Nel 2017, Comodini Cachia ha contestato le elezioni generali ed è stata eletta nell'ottavo distretto elettorale con 4.244 voti al 22° conteggio. Inizialmente, aveva rifiutato il seggio ma poi ha annunciato che avrebbe rassegnato le dimissioni da deputato europeo e preso posto come deputato al Parlamento .

## Pubblicazioni
Comodini Cachia ha presentato le sue ricerche e relazioni su temi relativi ai diritti umani (concentrandosi su Malta) a più istituzioni europee. Ha contribuito a varie pubblicazioni dell'Agenzia per i diritti fondamentali (FRA) dell'Unione Europea con una varietà di lavori sulla tratta di minori, razzismo, xenofobia, discriminazione, protezione delle informazioni, salute mentale, immigrazione clandestina e rimpatrio. Comodini Cachia ha anche presentato rapporti sulla discriminazione sul lavoro, sulla base di razza, convinzioni o orientamento sessuale. Ha pubblicato articoli sulla rivista Human Rights Brief del Washington College of Law della American University e anche per il gruppo europeo di diritto pubblico.

## Premi
Nel 2008, Therese Comodini Cachia ha ricevuto il premio annuale Ten Outstanding Young Person (TOYP) dalla Junior Chamber International (JCI) di Malta in due diverse categorie: in Bambini, Pace mondiale e Diritti umani, nonché in Politico, Legale e Affari del governo.
Nel marzo 2016, Comodini Cachia è stata nominata deputato dell'anno dalla rivista The Parliament nel settore del governo societario. Il premio è stato il suo primo a Bruxelles e la rivista ha dichiarato che "Comodini Cachia è stata elogiata per l'entusiasmo e la passione che porta nel suo lavoro. Si dedica a rafforzare il coinvolgimento della società civile maltese nel processo decisionale dell'UE. "
Nel marzo 2017 la Comodini Cachia si è classificata 27ª nella lista di POLITICO degli eurodeputati che contano nel 2017 per il suo lavoro sulla riforma del copyright.

## Vita privata
Comodini Cachia è sposata con Vladimiro. I due hanno una figlia Laura e risiedono a Siġġiewi, Malta.